# Louis-Auguste-Victor de Ghaisnes de Bourmont
Louis-Auguste-Victor de Bourmont, greve av Ghaisne, född 2 september 1773, död 27 oktober 1846, var en fransk greve och general.
de Bourmont emigrerade 1789 och deltog i fälttågen 1792-93 i emigrantarmén och sedan i upproren i Anjou till 1796. Efter ett par års landsflykt ställde han sig 1799 i spetsen för en ny resning, som dock efter en del framgångar kuvades. 
de Bourmont fick amnesti och slog sig ned i Paris, men hans rojalism förde honom snart i fängelse, ur vilket han 1804 flydde till Portugal. 1807 erbjöd de Bourmont sina tjänster åt Jean-Andoche Junot, och deltog sedan i det ryska fälttåget 1812, tillfångatogs under återtåget, men lyckades rymma. Han utmärkte sig i slaget vid Lützen 1813 och blev generalmajor. Efter ett tappert försvar av Nogent 1814 blev de Bourmont generallöjtnant men övergick sedan till bourbonerna.
1815 slöt de Bourmont sig åter till Napoleon I men rymde strax före slaget vid Ligny och uppträdde sedan som Michel Neys åklagare. 1823 deltog de Bourmont i spanska fälttåget, blev pär av Frankrike och 1829 krigsminister. 1830 ledde de Bourmont med utmärkelse fälttåget i Algeriet och blev marskalk men vägrade erkänna Ludvig Filip som kung och deltog 1832 i hertiginnan av Berrys upprorsförsök. de Bourmont kämpade senare på dom Miguels sida och slog sig därefter ned i Rom. 1840 fick de Bourmont amnesti och återvände till Frankrike.